# Geminello Preterossi
Geminello Preterossi (Grosseto, 20 aprile 1966) è un filosofo italiano del diritto e della politica. Studioso di Hobbes, Hegel, Carl Schmitt e altri classici della filosofia politica e giuridica dell'età moderna, è stato il curatore del Festival del diritto di Piacenza ed è il direttore scientifico dell'Istituto Italiano per gli Studi Filosofici.

## Biografia
Ha compiuto gli studi universitari a Pisa presso la Scuola Normale Superiore. La frequenza dei corsi tenuti da Claudio Cesa lo indirizza verso lo studio della filosofia del diritto hegeliana. A questo tema dedica la tesi di laurea, che redige sotto la supervisione di Remo Bodei. Sempre sotto la guida di Bodei discute la tesi di perfezionamento presso la Normale, dedicata alla riflessione giuridica e politica di Carl Schmitt.
Intorno alla metà degli anni novanta avvia una collaborazione con la casa editrice Laterza. Divenuto consulente scientifico stabile sulle tematiche che riguardano la teoria e la storia del diritto, la filosofia politica e la storia delle dottrine politiche, promuove iniziative editoriali che coinvolgono figure quali Stefano Rodotà, Paolo Grossi, Luciano Canfora, Gustavo Zagrebelsky, Carlo Galli.
Dal 2013 è professore ordinario di filosofia del diritto presso l'Università degli Studi di Salerno. Già componente del comitato scientifico dell'Istituto Italiano per gli Studi Filosofici di Napoli, nel 2023 è il suo direttore scientifico.
È stato curatore del Festival del diritto di Piacenza. Nel 2016 è intervenuto al Festival della Filosofia di Modena. È membro del comitato direttivo della rivista Filosofia politica e dei comitati scientifici di Teoria politica, Politica & società e Jura gentium.

## Pensiero
Nei suoi studi si è confrontato con la filosofia classica tedesca, con la dottrina dello Stato e della Costituzione tra Ottocento e Novecento (con particolare interesse per l'esperienza weimariana), con le teorie del potere e dell'età dei diritti. Il confronto con le categorie filosofiche e politiche del Moderno lo ha condotto ad occuparsi di concetti come autorità, democrazia, populismo, sovranità, teologia politica. 
All'attività di promotore di alcune iniziative culturali ed editoriali, negli ultimi anni ha affiancato una attività di critica del neoliberismo, con posizioni che recuperano e reinterpretano tesi di autori quali Ernesto Laclau e Antonio Gramsci. Attraverso la rilettura di Hobbes, Hegel, Carl Schmitt e Gramsci si è confrontato con il tema della negazione del politico e dei pericoli che essa implica. 
Nel suo libro La politica negata (2011) ha sostenuto che tale negazione, già all'opera nel pensiero liberale classico e nella vicenda del costituzionalismo moderno, si radicalizza nell'epoca del neoliberismo, delle politiche securitarie, nella dottrina della "guerra giusta" e delle retoriche della società civile. In questa prospettiva, le tendenze populiste della politica contemporanea sarebbero il sintomo di una crisi della politica e di un "bisogno di politica negato". Anche in Ciò che resta della democrazia (2015), Preterossi riconduce il populismo penale, l'autoritarismo e le politiche migratorie restrittive alla crisi dei dispositivi moderni di neutralizzazione del conflitto politico. Attraverso il confronto critico con Laclau e Mouffe, Preterossi prende in esame la possibilità che i concetti di "popolo" e di "popolare" e le lotte per i diritti e per la costituzione possano essere i vettori di una ripoliticizzazione della democrazia.

## Opere
- I luoghi della politica. Figure istituzionali della filosofia del diritto hegeliana, Guerini, Milano (1992)
- Carl Schmitt e la tradizione moderna, Laterza, Roma-Bari (1996)
- L'Occidente contro se stesso, Laterza, Roma-Bari (2004)
- La politica negata, Laterza, Roma-Bari (2011)
- Ciò che resta della democrazia, Laterza, Roma-Bari (2015)
- Teologia politica e diritto, Laterza, Roma-Bari (2022)